# Рициці (Мазовецьке воєводство)
Рициці (пол. Rycice) — село в Польщі, у гміні Хожеле Пшасниського повіту Мазовецького воєводства.
Населення — 286 осіб (2011).
У 1975-1998 роках село належало до Остроленцького воєводства.

## Демографія
Демографічна структура станом на 31 березня 2011 року:
|          | Загалом | Допрацездатний вік | Працездатний вік | Постпрацездатний вік |
| -------- | ------- | ------------------ | ---------------- | -------------------- |
| Чоловіки | 148     | 31                 | 100              | 17                   |
| Жінки    | 138     | 26                 | 73               | 39                   |
| Разом    | 286     | 57                 | 173              | 56                   |